# Bijbehara
Bijbehara là một thị xã và là nơi đặt ủy ban khu vực quy hoạch (notified area committee) của quận Anantnag thuộc bang Jammu và Kashmir, Ấn Độ.

## Nhân khẩu
Theo điều tra dân số năm 2001 của Ấn Độ, Bijbehara có dân số 19.703 người. Phái nam chiếm 53% tổng số dân và phái nữ chiếm 47%. Bijbehara có tỷ lệ 53% biết đọc biết viết, thấp hơn tỷ lệ trung bình toàn quốc là 59,5%: tỷ lệ cho phái nam là 64%, và tỷ lệ cho phái nữ là 42%. Tại Bijbehara, 10% dân số nhỏ hơn 6 tuổi.